# Rizieq Shihab
Pour les articles homonymes, voir Shihab.
Muhammad Rizieq bin Hussein Shihab né le 24 août 1965 à Jakarta, est un ouléma indonésien,.

## Biographie
Il est le fondateur et le dirigeant du groupe islamiste front des défenseurs de l'islam, interdit par le gouvernement en décembre 2020. Faisant face à des accusations criminelles en Indonésie, il vit à Riyad (Arabie saoudite) de 2017 à novembre 2020. Après son retour en Indonésie, il est arrêté fin 2020, accusé d'incitation criminelle pour avoir organisé des événements bondés qui ont violé la réglementation concernant la pandémie de Covid-19.